# Фридрих фон Фюрстенберг (ланддрост)
Фридрих фон Фюрстенберг (на немски: Friedrich von Fürstenberg; * 1 март 1576, замък Билщайн, Зауерланд; † 9 август 1646, Бон) е благородник от род Фюрстенберг, „Ланд-дрост“ на Курфюрство Кьолн в Херцогство Вестфалия, наследствен господар на Билщайн и Фредебург, също собственик в Хердринген в Арнсберг и други.

## Живот
Той е син на Каспар фон Фюрстенберг (1545 – 1618), дрост и съветник на княжеските епископи на Падерборн, и първата му съпруга Елизабет Шпигел фон Пекелсхайм (1547 – 1587), дъщеря на Йохан Шпигел фон Пекелсхайм и Года Шпигел-Дезенберг (1508 – 1593). Внук е на дрост Фридрих фон Фюрстенберг († 1567) и Анна от Вестфалия († 1583). Племенник е на Дитрих фон Фюрстенберг (1546 – 1618), княжески епископ на Падерборн (1585 – 1618). Баща му се жени втори път през 1590/1591 г. за Анна Бусе. По-малкият му брат Йохан Готфрид фон Фюрстенберг (1579 – 1624) е каноник в Майнц, Трир и Падерборн. Полубрат му Каспар Фридрих фон Фюрстенберг (1594 – 1662) е каноник във Фритцлар.
На осем години Фридрих е изпратен в Йезуити-колеж във Фулда, предназначен е за духовна кариера, но се отказва. Той следва в Трир и в университета в Кьолн, завършва право през 1600 г.
През 1599 г. курфюрст Ернст Баварски го прави дрост като баща му. През 1605 г. той пътува до Прага, за да поздрави император Рудолф II, 1606 г. до ландграфството Хесен-Касел, 1607 г. за имперското събрание в Регенсбург, където е и баща му като пратеник на Кьолн.
Синът му епископ Фердинанд фон Фюрстенберг му построява гроб в църквата на манастир Ведингхаузен в Арнсберг.

## Фамилия
Фридрих фон Фюрстенберг се жени на 13 октомври 1608 г. в Майнц за Анна Мария фон Керпен (* 1588; † 15 март 1646, Билщайн), дъщеря на Йохан (Ханс) фон Керпен, господар на Илинген (1545 – 1611) и фрйин Клаудия Елизабет фон и цу Вилтц. Те имат 16 деца:
- Анна Урсула (*/† 1609)
- Мария Катарина (* 28 януари 1611; † 13 януари 1679), омъжена на 11 февруари 1635 г. за фрайхер Георг Кристоф фон Хазланг (* 25 септември 1602, Мюнхен; † 15 април 1684, Хоенкамер)
- Анна Барбара (* 25 април 1612), монахиня-капуцинка на 14 февруари 1635
- Урсула (* 17 юни 1614; † 30 юни 1667), декан в манастир Хеерзе
- Дитрих Каспар (* 9 март 1615), дом-хер в Майнц, Шпайер и каноник на „Ст. Албан“
- Фридрих фон Фюрстенберг (1618 – 1662), фрайхер на 20 май 1660 г., женен I. на 23 декември 1645 г. в Ланщайн за Анна Катарина фон дер Лайен (1618 – 1658), II. на 9 юни 1659 г. в Бюресхайм за фрайин Мария Елизабет фон Брайдбах, цу Бюресхайм (1623 – 1679)
- Отилия, омъжена на 7 юни 1643 г. за фрайхер Бернхард фон Плетенберг цу Ленхаузен
- Йохан († като дете)
- Ханс Готфрид (* 1622; † като дете)
- Анна Вилхелма (1620 – 1624)
- Вилхелм фон Фюрстенберг (1623 – 1699), папски частен кемерер, дякон в Залцбург, катедрален приор в Мюнстер
- Фердинанд фон Фюрстенберг (1626 – 1683), княжески епископ на Падерборн (1661 – 1683), епископ на Мюнстер (1678 – 1683)
- Франц Вилхелм фон Фюрстенберг (1628 – 1688), рицар на Тевтонския орден, „ландкомтур“ на Бракел
- Йохан Адолф фон Фюрстенберг (1631 – 1704), дом-пропст в Падерборн, дом-хер в Хилдесхайм и Мюнстер
- Анна Хелена († като дете)
- Анна († като дете)